# Ludwig Heckenroth
Ludwig Georg Theodor Heckenroth (* 8. Februar 1867 in Herborn; † 11. Februar 1951 in Altenkirchen (Westerwald)) war ein preußischer Politiker und evangelisch-lutherischer Pfarrer.
Der Sohn eines Schornsteinfegermeisters studierte nach dem Abitur in Dillenburg Evangelische Theologie an der Friedrich-Wilhelms-Universität zu Berlin und der Philipps-Universität Marburg. 1888 legte er das Erste Theologische Examen, 1890 das Zweite Theologische Examen der Evangelischen Landeskirche in Nassau ab und kam als Hilfsgeistlicher zunächst nach Klingelbach im Taunus. 1890 heiratete er Meta Glatzel, Tochter des Berliner Oberregierungsrates Albert Glatzel (1839–1910). Noch im selben Jahr übernahm Heckenroth seine erste Pfarrstelle in Frohnhausen vor der Hohen Hardt, wechselte aber bereits kurze Zeit später, 1891, nach Altenkirchen.
Im November 1903 wurde Heckenroth für die Deutschkonservativen Partei/Bund der Landwirte Mitglied des Preußischen Abgeordnetenhauses, 1908 wurde er wiedergewählt, sein Mandat im Haus der Abgeordneten nahm Heckenroth bis zum Ende des Ersten Weltkriegs wahr. Während des Ersten Weltkriegs war er von 1915 bis 1918 Feldgeistlicher beim Oberkommando der Heeresgruppe Mackensen.
Nach Kriegsende war Heckenroth ab 1918 Mitglied der republikfeindlichen Deutschnationalen Volkspartei und Vertreter des Reichs-Landbundes im Landkreis Altenkirchen. 1919 kandidierte Heckenroth erfolglos auf der Liste der DNVP im Wahlkreis 21 (Koblenz, Trier) zur Wahl der verfassungsgebenden Preußischen Landesversammlung 1919. In der Folgezeit kam es seitens der Gemeinde zu Beschwerden über Heckenroth wegen Vernachlässigung des geistlichen Amtes aufgrund politischer Tätigkeit. 1927 war er Mitinitiator des Tages der Nationalen Verbände in Altenkirchen; Hauptredner war auf Heckenroths Vermittlung August von Mackensen. 1932 trat er der Glaubensbewegung Deutsche Christen bei, die der nationalsozialistische Bewegung nahe stand und deren rassistische, antisemitische und am Führerprinzip orientierten Inhalte teilte und förderte. Zum 1. Mai 1933 trat Heckenroth in die NSDAP ein (Mitgliedsnummer 3.498.802). 1938 wurde er emeritiert. Als er nach dem Zweiten Weltkrieg beabsichtigte eine gemeindeeigene Wohnung zu beziehen, wurde ihm dies aufgrund seiner Mitgliedschaft in der NSDAP versagt.